# Bielenie oleju
Bielenie oleju – proces usuwania substancji barwnych z oleju przy użyciu adsorbenta. Jest jednym z etapów przemysłowej rafinacji olejów.
Na barwę oleju składają się głównie karoteny i chlorofile. Intensywność zabarwienia może być wyższa, gdy surowiec użyty w produkcji poddano obróbce termicznej. Część barwników może być częściowo usunięta we wcześniejszych etapach rafinacji, np. odkwaszania. W trakcie procesu oprócz barwników eliminowane są pozostałości mydeł i innych zanieczyszczeń. Używane adsorbenty to aktywowane ziemie bielące, będące glinokrzemianami, bądź węgiel aktywny. 
Proces bielenia jest przeprowadzany w urządzeniach zwanych bielnikami, pracujących pod zmniejszonym ciśnieniem. Do ogrzanego oleju dodawany jest adsorbent, a całość jest mieszana. Po określonym czasie całość jest filtrowana, w trakcie której jest usuwana ziemia bieląca. Olej po tym procesie jest rozlewany do butelek, bądź poddawany jest winteryzacji.